# タスマニアデビル属
タスマニアデビル属（タスマニアデビルぞく、属名：Sarcophilus〈サルコフィルス/サルコピルス〉）は、かつてオーストラリア本土の固有種だったフクロネコの仲間。唯一の現生種はタスマニアに生息するタスマニアデビル。1837年にフランスのフレデリック・キュヴィエが設立。

## 語源
ラテン語による学名の Sarcophilus はギリシャ語で「肉」を意味する sarx (sarkos) と、「愛する」を意味する philos に由来する。

## タスマニアデビル属を編成する種

### 現生種
タスマニアデビル属を編成する現生種はタスマニアデビルだけである。
| 画像                                                         | 名称                                                              |
| ------------------------------------------------------------ | ----------------------------------------------------------------- |
| タスマニアデビル（学名：Sarcophilus harrisii Boitard, 1841） | 和名：タスマニアデビル 学名：Sarcophilus harrisii (Boitard, 1841) |

### 化石種
化石が発掘されているタスマニアデビル属の絶滅種を下記に示す。
学名：Sarcophilus laniarius (Owen, 1838)
Sarcophilus laniarius（サルコフィルス・ラニアリウス）はタスマニアデビルよりも最大で15%大きく、体重も10キログラムは重かった。
‍
学名：Sarcophilus moornaensis Crabb, 1982
Sarcophilus moornaensis（サルコフィルス・モールナエンシス）の化石はニューサウスウェールズ州で発掘された。
‍

## 注意点
- 過去にタスマニアデビル属として考えられていたサルコフィルス・プリオル (Sarcophilus prior De Vis, 1883) はフクロネコ科ではなくウォンバット科である可能性が高いため本属からは除かれた[4]。

## データベース
- 検索ワード：Sarcophilus
  - 化石の検索：mindat.org